# Erbel De Pietro
Erbel De Pietro (Pigüé, Buenos Aires, 18 de junio de 1988) es un basquetbolista argentino que se desempeña en la posición de escolta para Colón de Chivilcoy de La Liga Federal de Argentina.

## Trayectoria
Erbel De Pietro es hijo de Claudio De Pietro -quien jugó al básquetbol en clubes de Bahía Blanca y Olavarría- y nieto de José Alejandro De Pietro -un destacado basquetbolista que llegó a jugar en la selección de básquetbol de Argentina en 1944. Creció en la ciudad bonaerense de Pigüé, donde practicó básquetbol en los clubes CEF 83, Sarmiento e Independiente. Hizo el profesorado en educación física en Buenos Aires, participando a su vez en los torneos de la FEBAMBA con el club GEBA.
A partir de 2009 comenzó a jugar en un nivel más competitivo. Su primera experiencia fue en la temporada 2009-10, siendo parte del plantel de GEVP liderado por Paco Festa que se consagró campeón de la Liga B. Al año siguiente hizo su debut en el Torneo Nacional de Ascenso, la segunda categoría del básquetbol profesional argentino, en la cual De Pietro terminaría por consolidarse como jugador. 
Pasó por Asociación Italiana de Charata y San Lorenzo de Chivilcoy en el TNA, antes de mudarse a Concepción del Uruguay, Entre Ríos, en 2013 y jugar el Torneo Federal de Básquetbol por dos temporadas con dos equipos distintos (Parque Sur y Regatas Uruguay). 
En agosto de 2015 fichó con Racing de Chivilcoy. En ese equipo asumiría el rol de anotador, contribuyendo enormemente a que su equipo conquistase el Campeonato Provincial de Clubes en 2016 y el Torneo Federal de Básquetbol en 2018. Tras jugar la temporada 2018-19 de La Liga Argentina con Racing, De Pietro dejó su país para hacer una experiencia en el CAN de la LIBOBASQUET. Al regresar fichó con Los Indios, en lo que fue su retorno al TFB.
De Pietro integró el plantel de Unión de Santa Fe que se obtuvo el título de la temporada 2021 de La Liga Argentina. Luego de ello regresó a Racing de Chivilcoy, donde jugaría las siguientes dos temporadas como titular del equipo (durante el periodo de receso de ambas competiciones volvió a Bolivia como ficha extranjera del Atómico Calero). 
En agosto de 2023 se incorporó a Colón de Chivilcoy como jugador franquicia, para disputar el certamen correspondiente a la Región CAB 9 del Torneo Pre-Federal de Básquetbol.